# Aimé Charles Irvoy
Aimé Charles Irvoy né le 25 novembre 1824 à Vendôme (Loir-et-Cher) et mort le 18 mars 1898 à Grenoble (Isère) est un sculpteur français, actif à Grenoble.

## Biographie

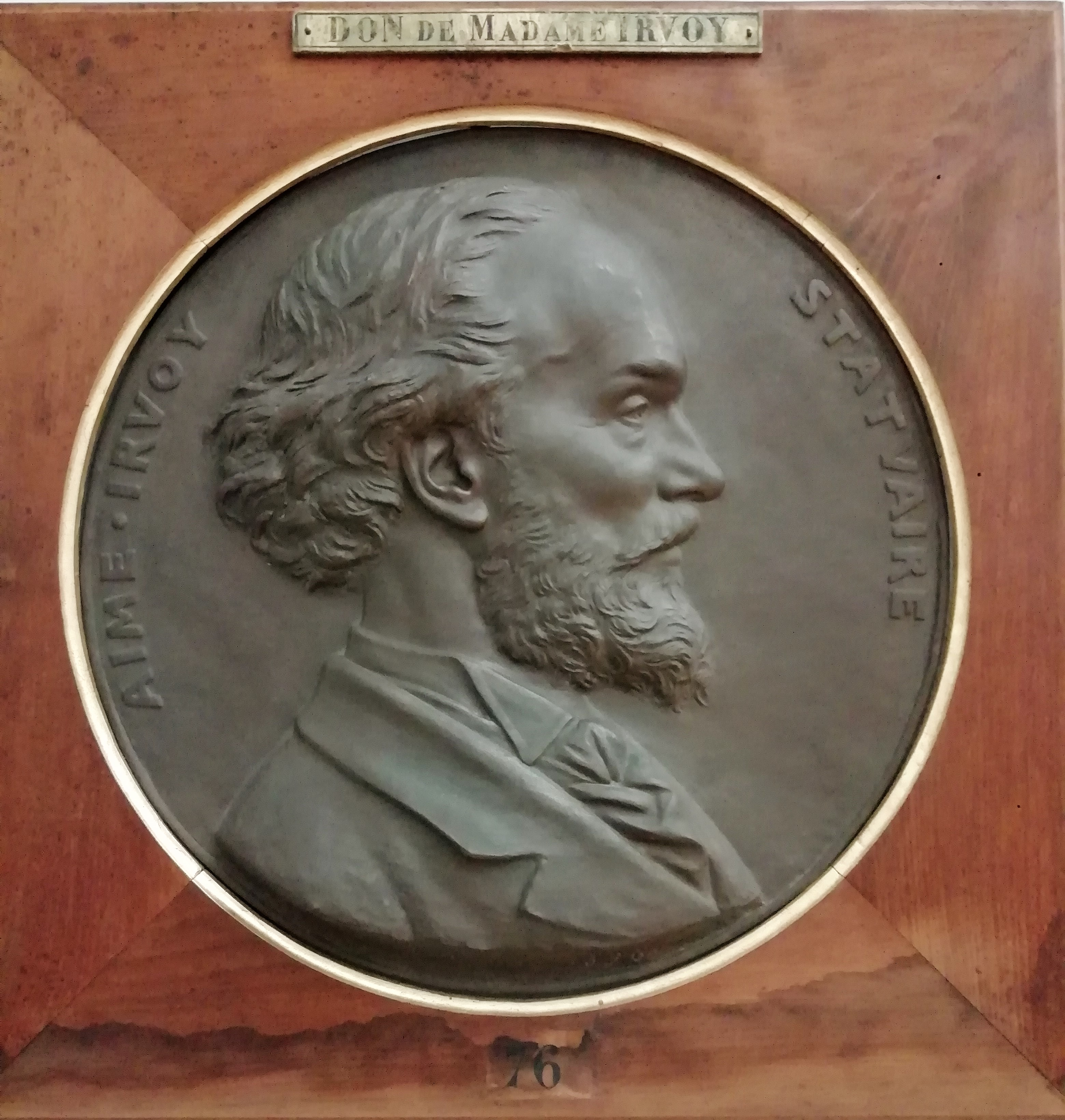
Gabriel-Jules Thomas, Aimé Irvoy (1898), musée de Grenoble.

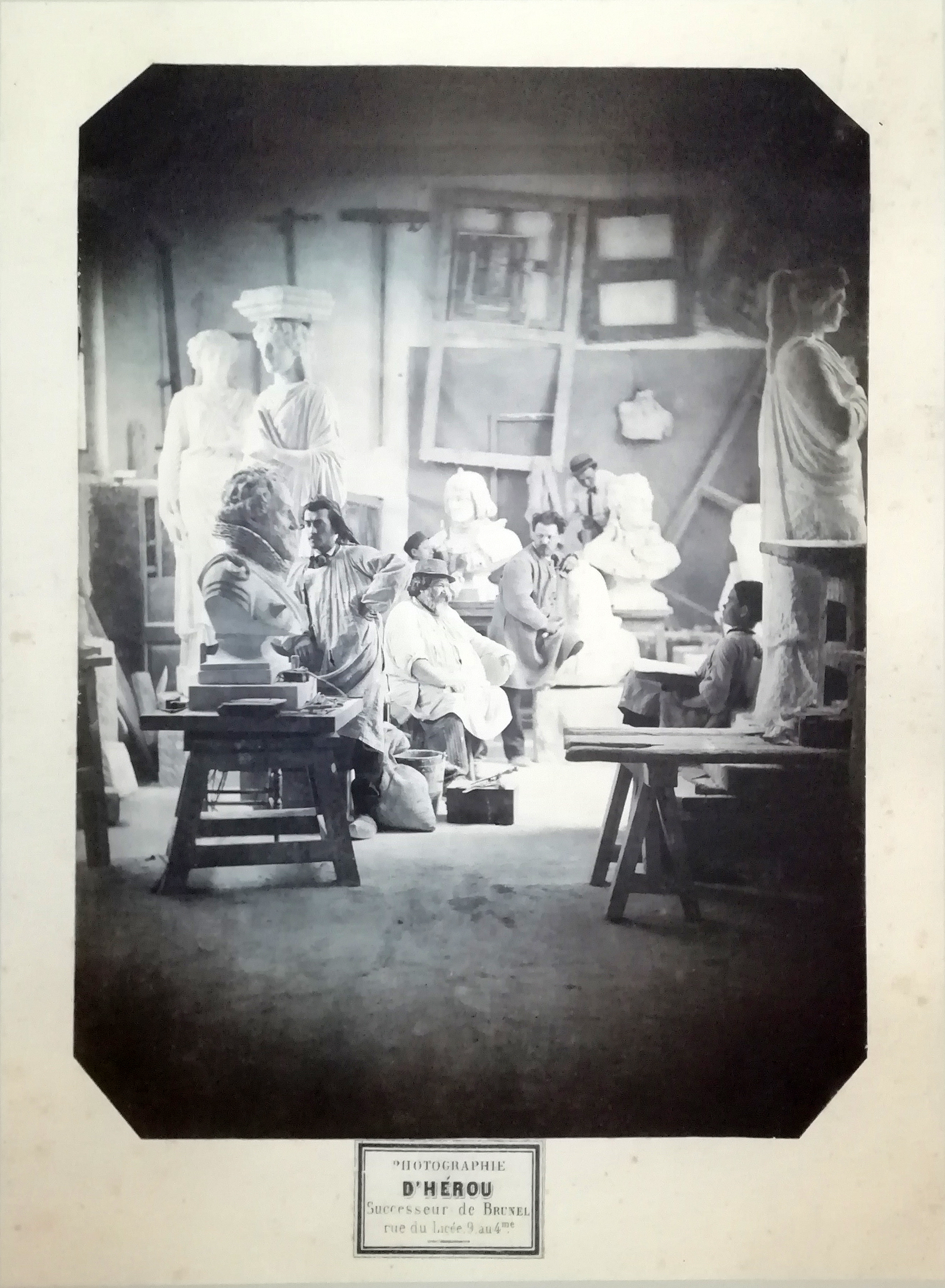
L'atelier du sculpteur Aimé Irvoy à Grenoble, photographie de Charles d'Hérou, Grenoble, Musée Dauphinois.

Aimé Charles Irvoy expose ses œuvres dès 1840 à Tours. Peu de temps après, Irvoy entre à l'École des beaux-arts de Paris où il est l'élève de Jules Ramey et d'Auguste Dumont. Il est aussi l'élève du sculpteur grenoblois Victor Sappey. En 1854, il obtient le second prix de Rome avec le groupe Hector et son fils Astyanax. 
Il arrive à Grenoble en 1855, et l'année suivante, le poste de directeur de l'école de sculpture architecturale de Grenoble étant vacant, obtient cette place et la conservera 41 ans. En 1861, il épouse Louise Charrut (1832-1914). De 1867 à 1869, il sculpte les bustes de la préfecture de l'Isère et les statues de L'Agriculture et de L'Industrie à la Chambre de commerce et d'industrie du boulevard Gambetta à Grenoble. En 1870, il réalise l'aigle monumental de l'immeuble du Dauphiné libéré dans l'avenue Alsace-Lorraine à Grenoble, mais ses relations avec la municipalité deviennent tendues en raison du refus de lui passer commande d'une statue équestre de Napoléon Ier destinée à la place d'Armes.
Charles Irvoy est enterré au cimetière Saint-Roch de Grenoble, dans lequel on retrouve de nombreuses tombes ornées de ses œuvres, comme le gisant de l'abbé Jean Gerin, le médaillon d'Albin Crépu, les cariatides ornant la sépulture du maire Joseph Marie de Barral, ou le médaillon du général de Miribel,.
Des œuvres d'Aimé Irvoy sont conservées au musée de Grenoble (bustes de personnalités) et dans plusieurs lieux de la ville, ainsi qu'au musée des Beaux-Arts de Lyon. Au Muséum d'histoire naturelle de Grenoble, seize médaillons en terre cuite (1871) représentent des savants illustres, depuis Aristote jusqu’à Coenraad Jacob Temminck (1778-1858), en passant par Dominique Villars (1745-1814) ou Alexander von Humboldt (1769-1859).

## Œuvres dans les collections publiques
- Grenoble :
  - musée de Grenoble :
    - La Sentinelle gauloise, 1878, statue en plâtre bronzé, récompensée au Salon de 1878[5]. Le bronze, offert à la ville et inauguré en 1905 sur les bords de l'Isère, disparaît lors de la construction de la gare de départ du téléphérique en 1934[6] ;
    - Louis Joseph Vicat, 1883, buste en plâtre patiné terre cuite[7] ;
    - Abbé Laurent Guétal, 1896, buste en marbre ;

  - musée grenoblois des Sciences médicales : La Charité, 1865, haut-relief en pierre. Fronton de l'ancien hôpital civil désaffecté en 1913, ce fronton était resté en place, caché sous du plâtre, le bâtiment abritant alors l'hôtel Majestic, jusqu'en 1944. Ce fronton est exposé de nos jours à proximité du musée grenoblois des sciences médicales[8].
  - Muséum d'histoire naturelle : médaillons en terre cuite réalisés entre 1870 et 1874[9] :

    - Georges Cuvier, 1870 ;
    - Dominique Villars, 1871 ;
    - Alexander von Humboldt, 1871 ;
    - Augustin Pyrame de Candolle, 1871 ;
    - Henri-Marie Ducrotay de Blainville, 1871 ;
    - Georges-Louis Leclerc de Buffon, 1871 ;
    - Bernard de Jussieu, 1873 ;
    - Déodat Gratet de Dolomieu, 1873 ;
    - Étienne Geoffroy Saint-Hilaire, 1873 ;
    - Adolphe Brongniart, 1874 ;
    - Aristote ;
    - Coenraad Jacob Temminck ;

  - cimetière Saint-Roch[10] :
    - Albin Crépu, 1866, médaillon ornant la tombe du médecin ;
    - Cariatides, ornant la tombe de Joseph Marie de Barral ;
    - Le Général de Miribel, 1897, médaillon ornant sa sépulture
- Nîmes, musée des Beaux-Arts : Portrait du général-baron de Chabaud-La-Tour (1804-1885), 1869, buste en marbre.
- Stenay, église Saint-Grégoire :
  - Vierge à l'Enfant, 1850 ;
  - un évêque, 1852.
- Vendôme : Statue de Ronsard, bronze.

Œuvres d'Aimé Charles Irvoy
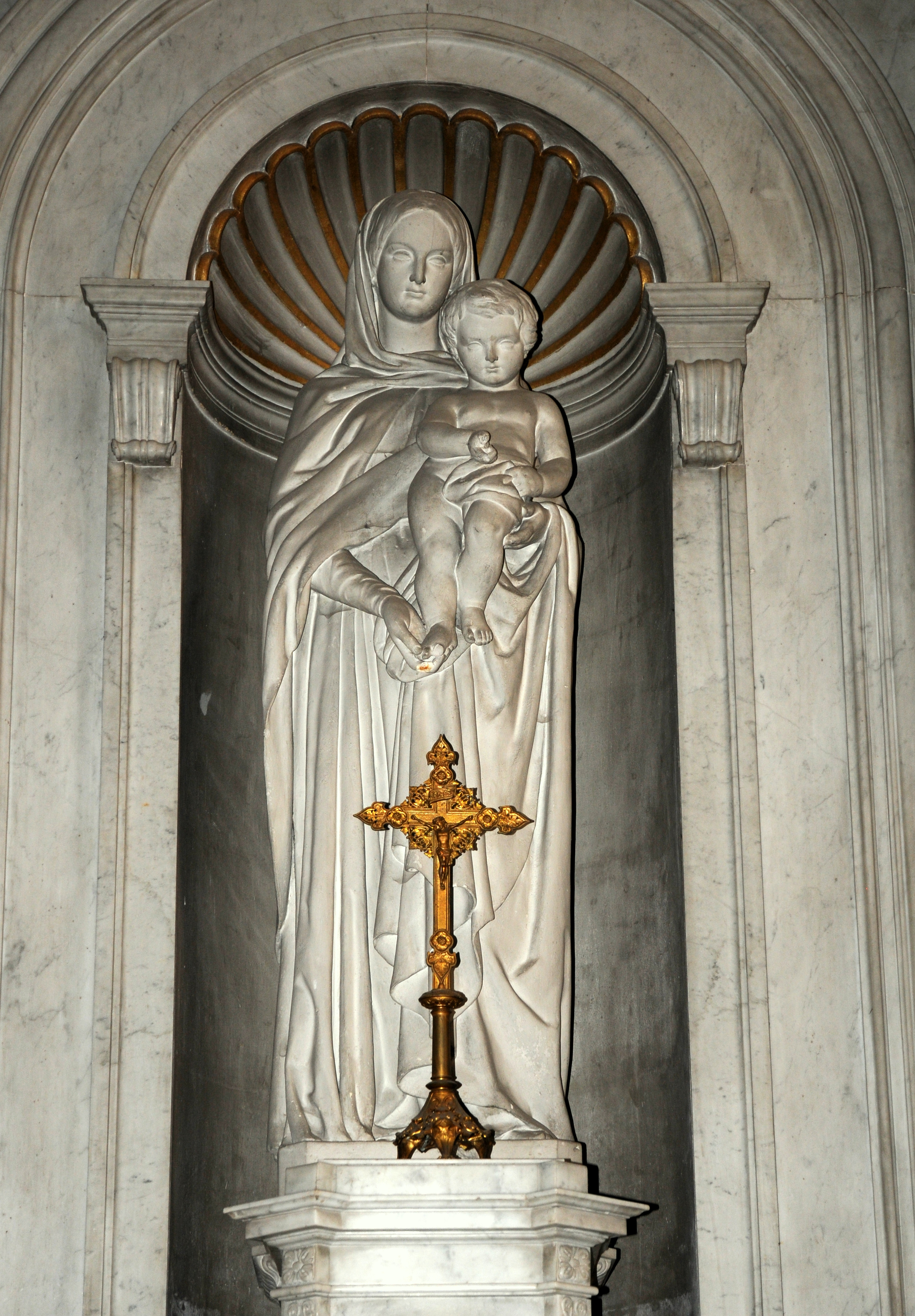
Vierge à l'Enfant (1850), Stenay, église Saint-Grégoire.
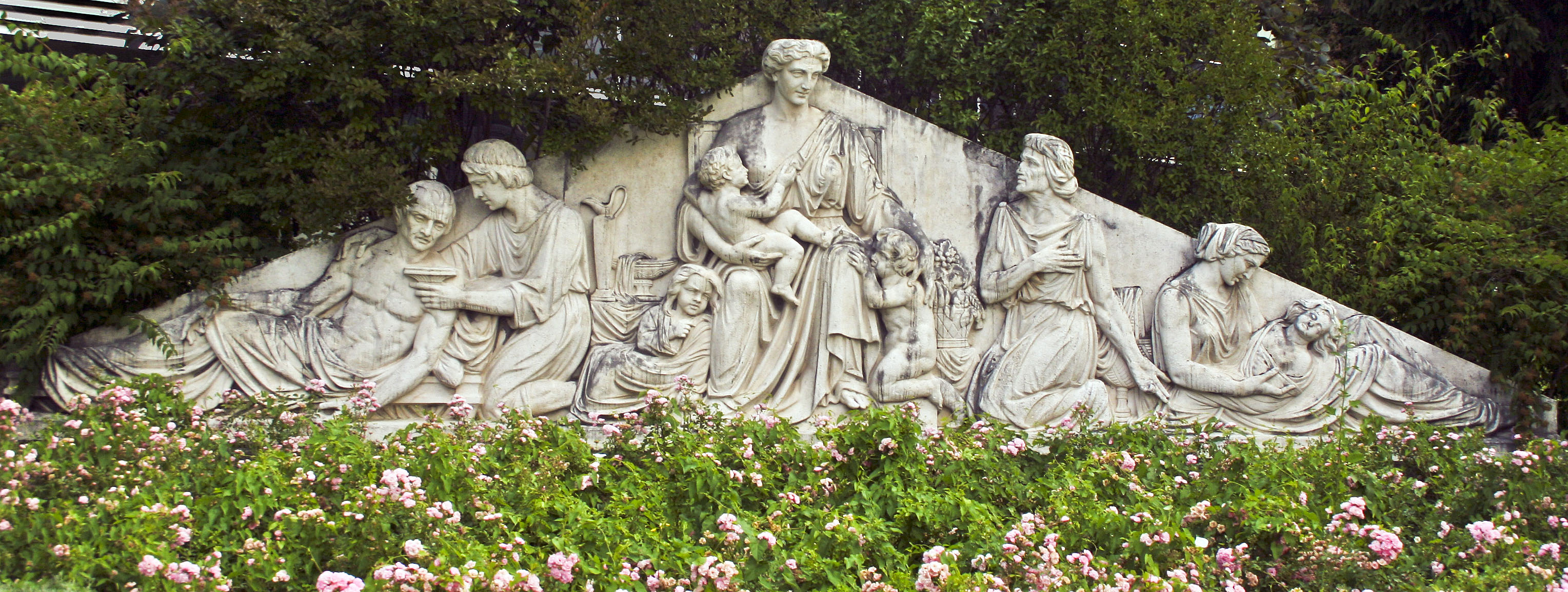
La Charité (1865), bas-relief, Grenoble, musée grenoblois des Sciences médicales.
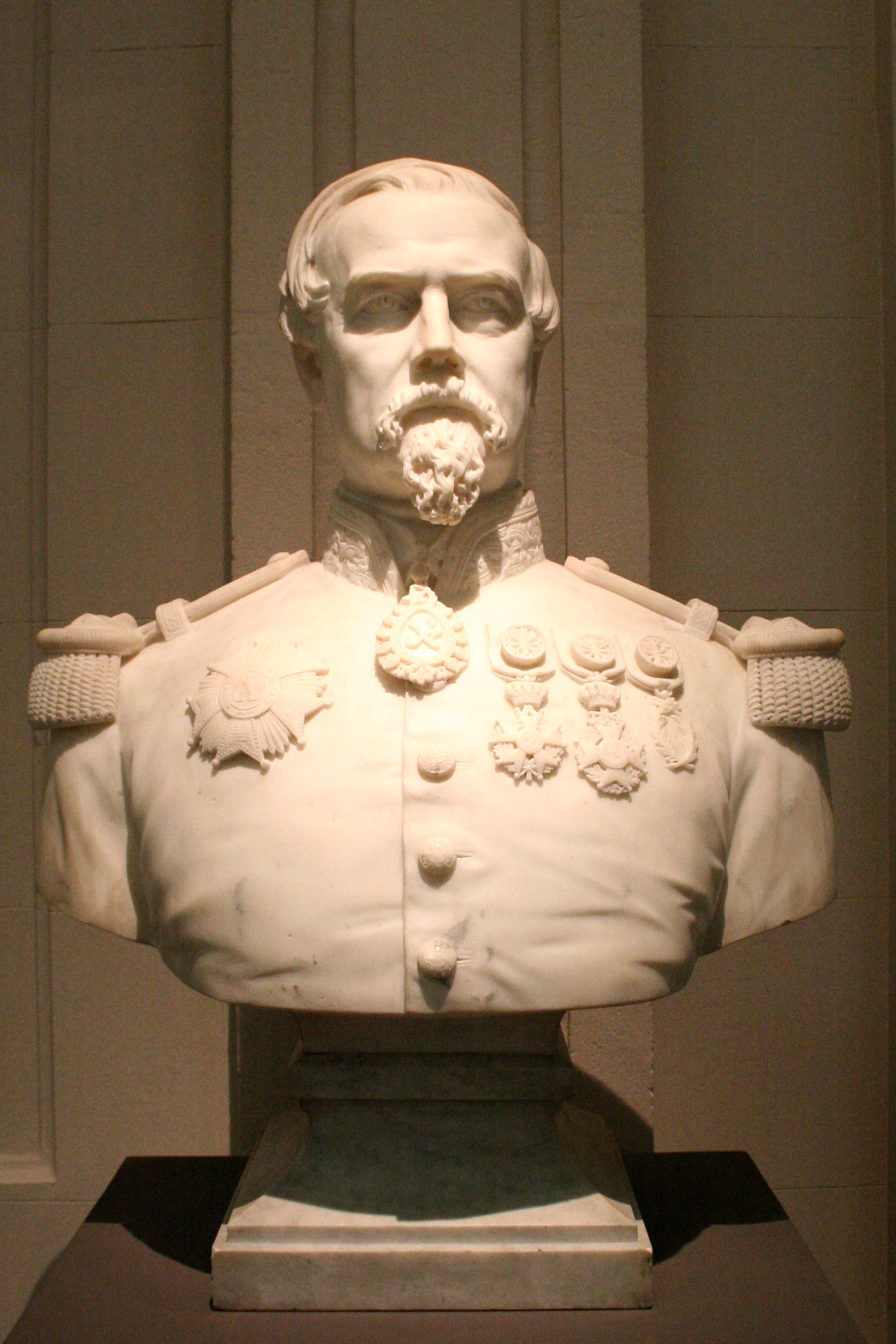
Portrait du général-baron de Chabaud-La-Tour (1869), marbre, musée des Beaux-Arts de Nîmes.
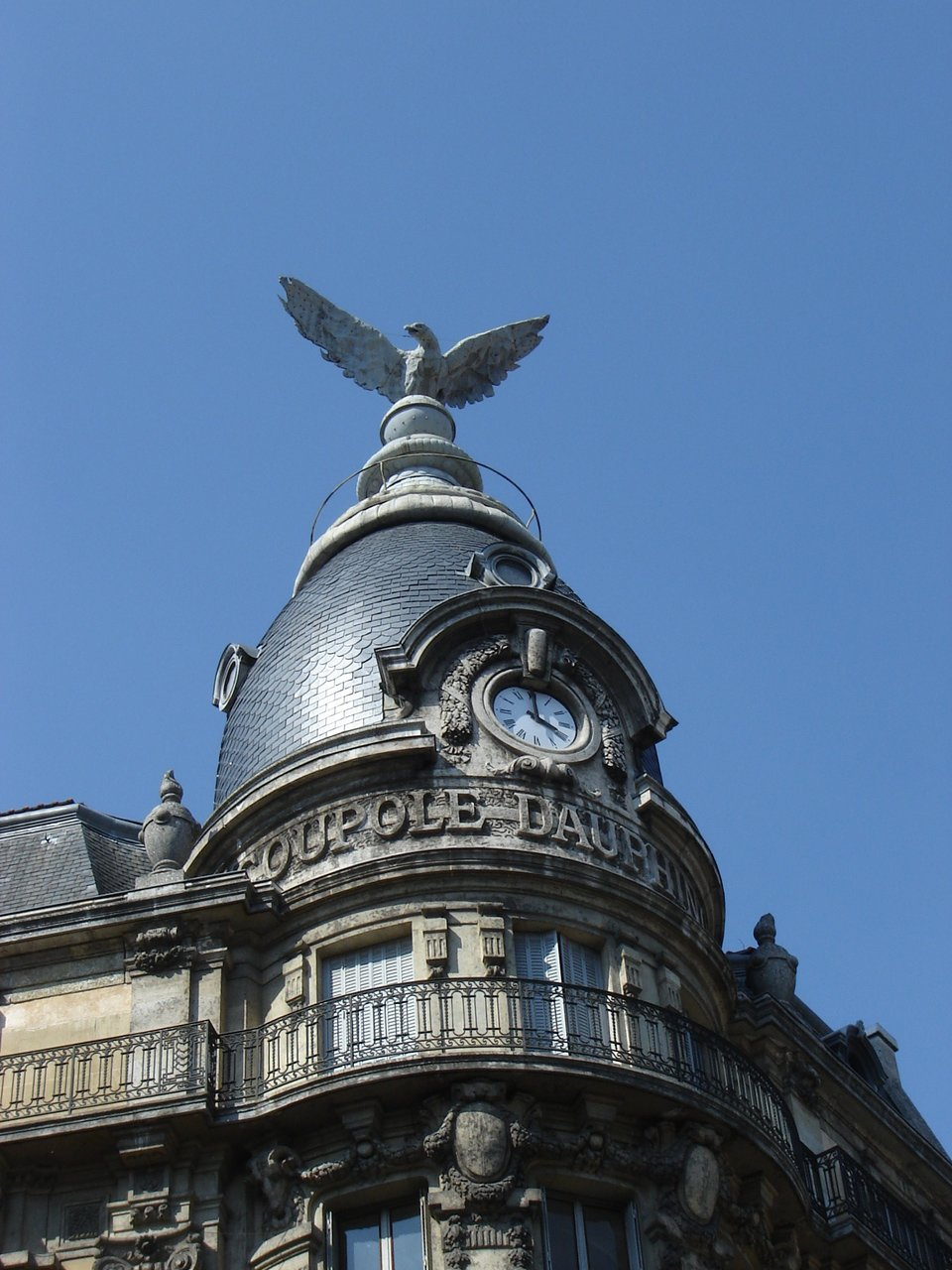
Aigle (1870), immeuble du Dauphiné libéré, avenue Alsace-Lorraine à Grenoble.
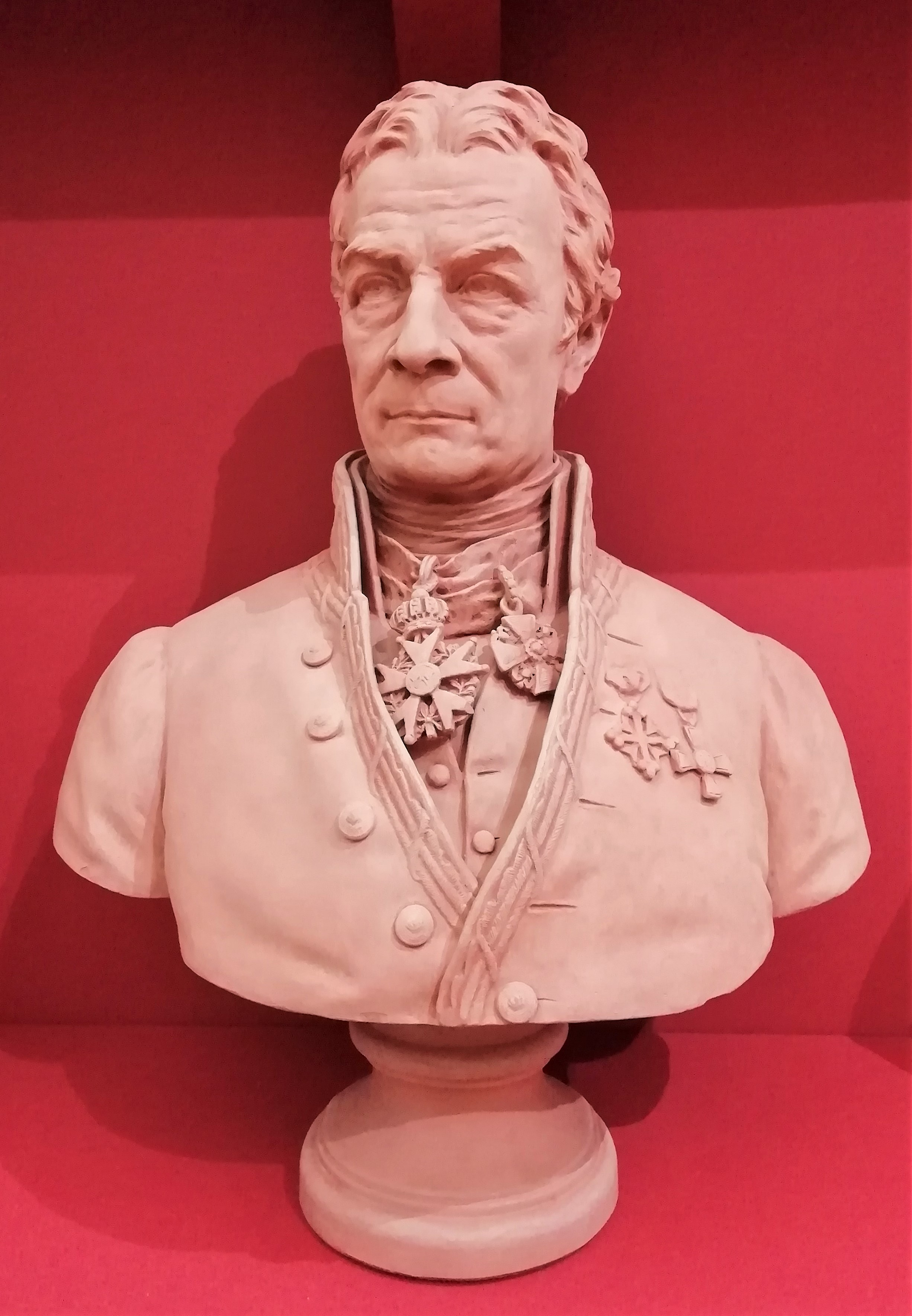
Louis Joseph Vicat (1883), musée de Grenoble.
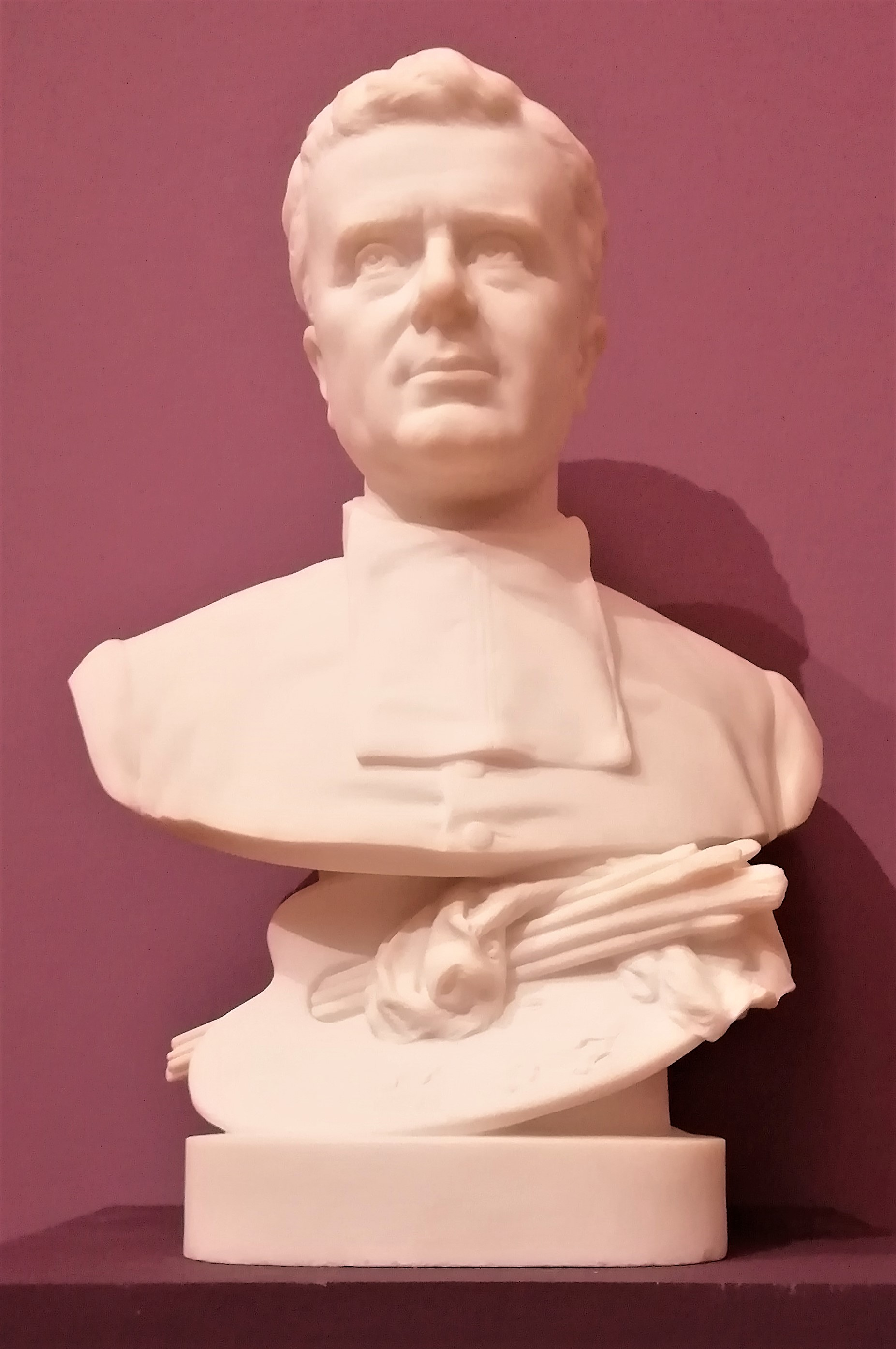
Abbé Laurent Guétal (1896), musée de Grenoble.
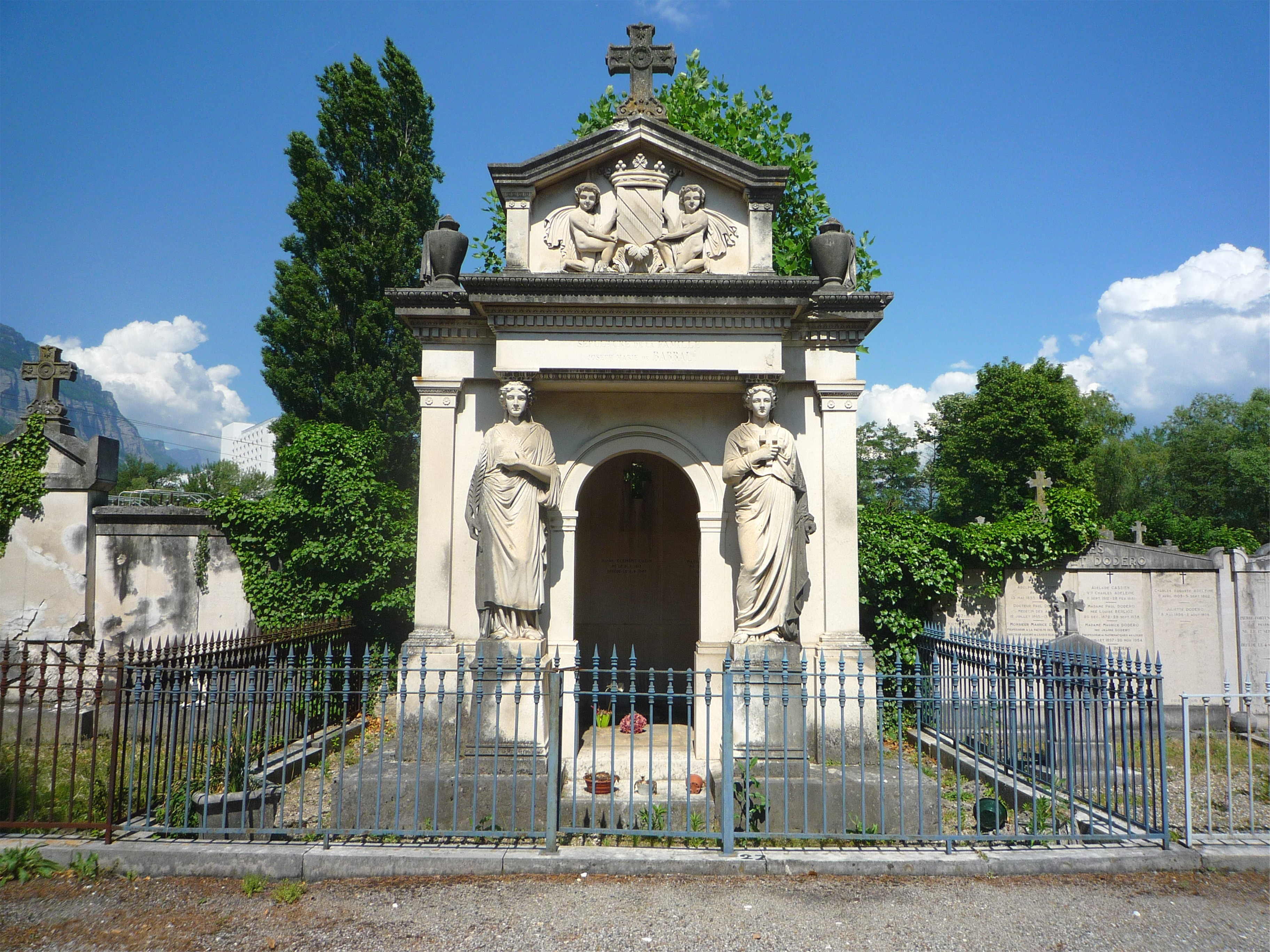
Cariatides ornant la sépulture de Joseph Marie de Barral, Grenoble, cimetière Saint-Roch.

Médaillons par Aimé Charles Irvoy, terre cuite, Muséum d'histoire naturelle de Grenoble
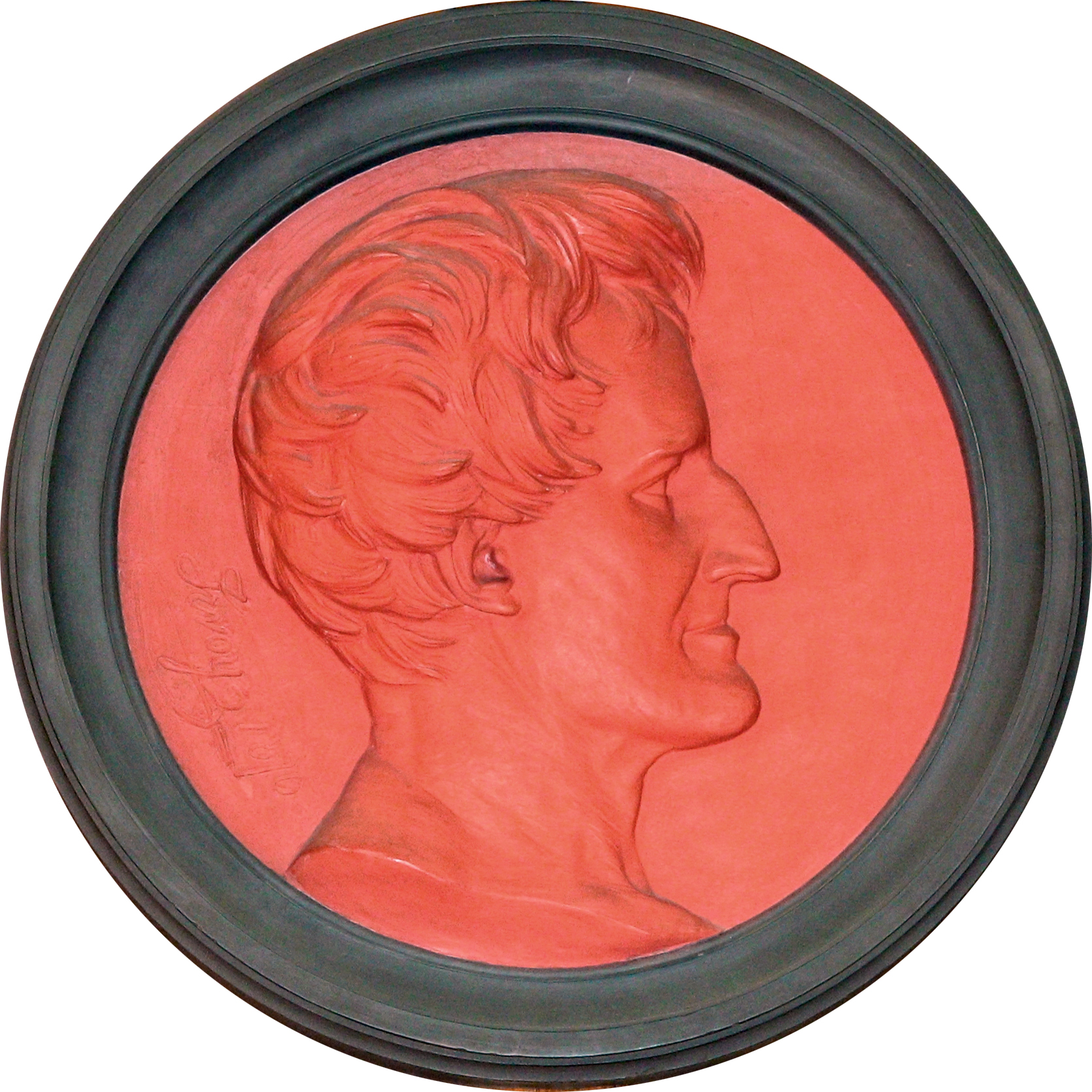
Georges Cuvier (1870)
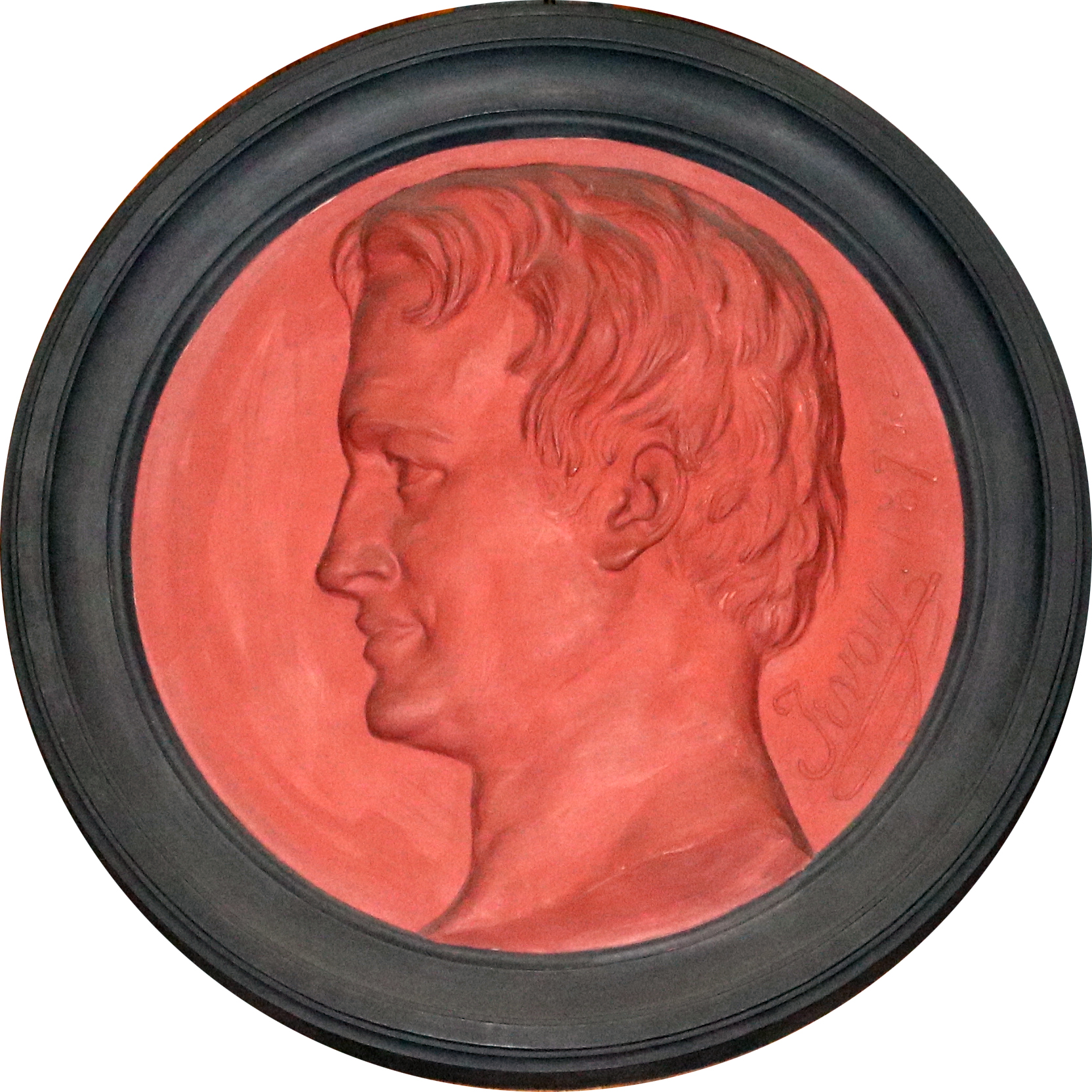
Alexander von Humboldt (1871)
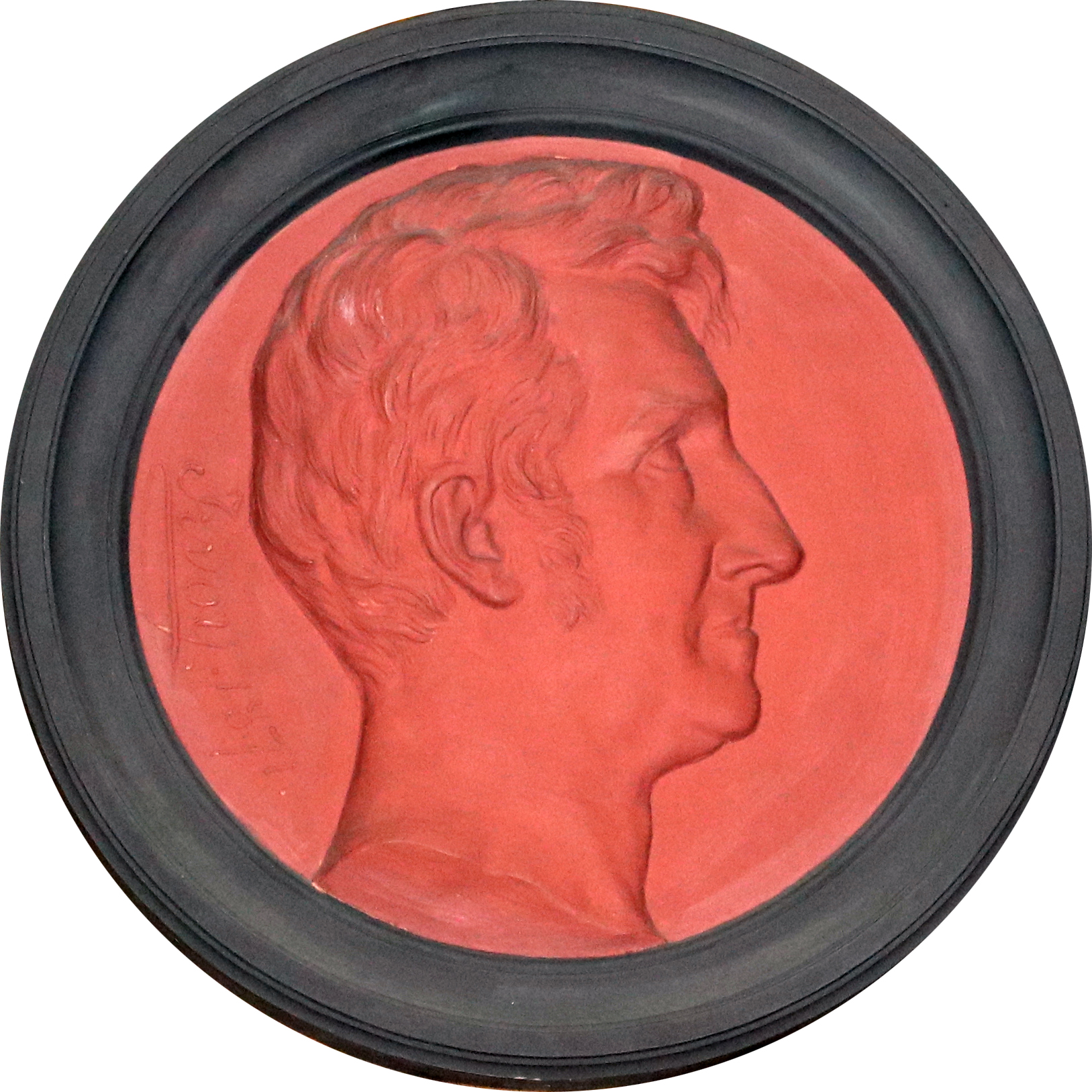
Augustin Pyrame de Candolle (1871)
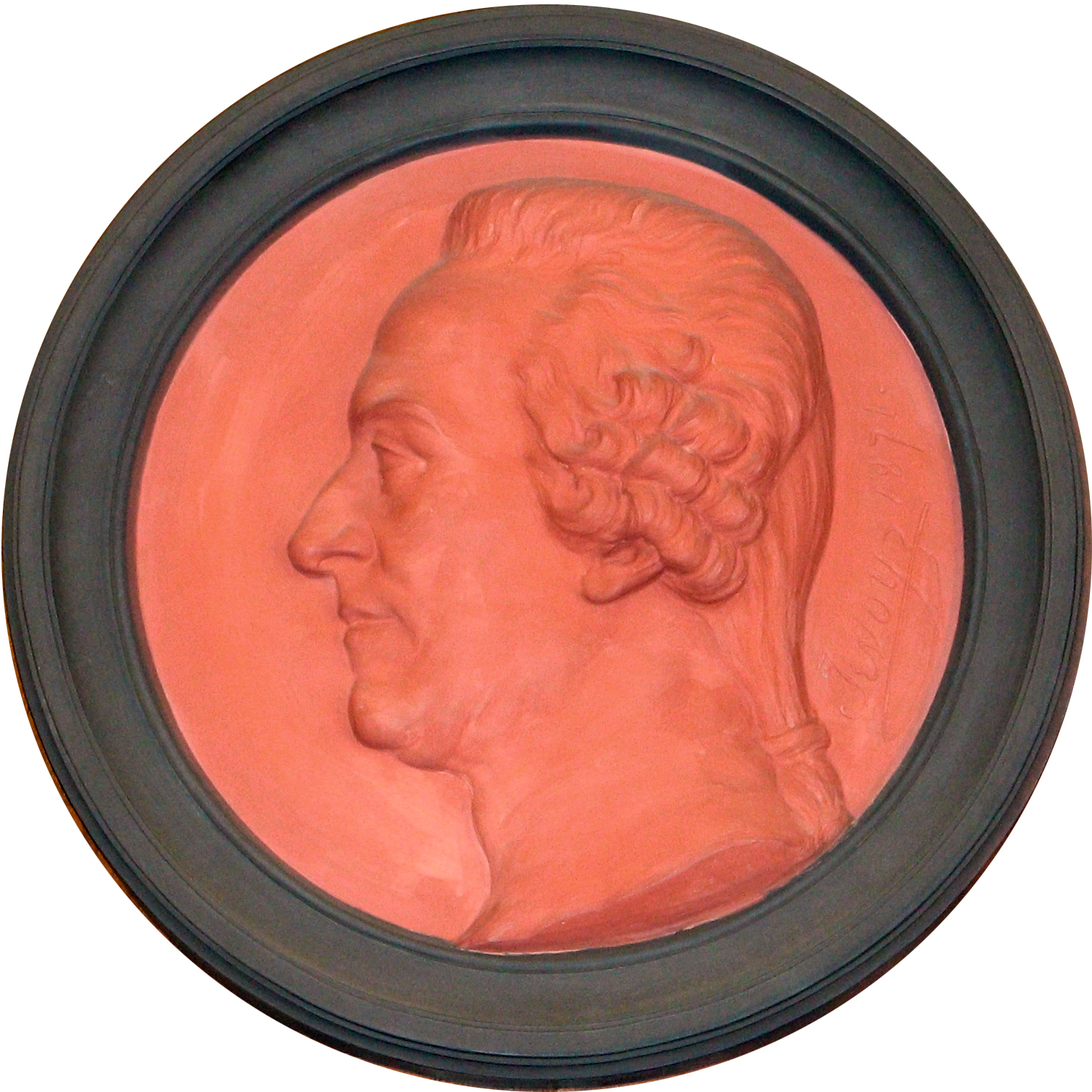
Georges-Louis Leclerc de Buffon (1871)
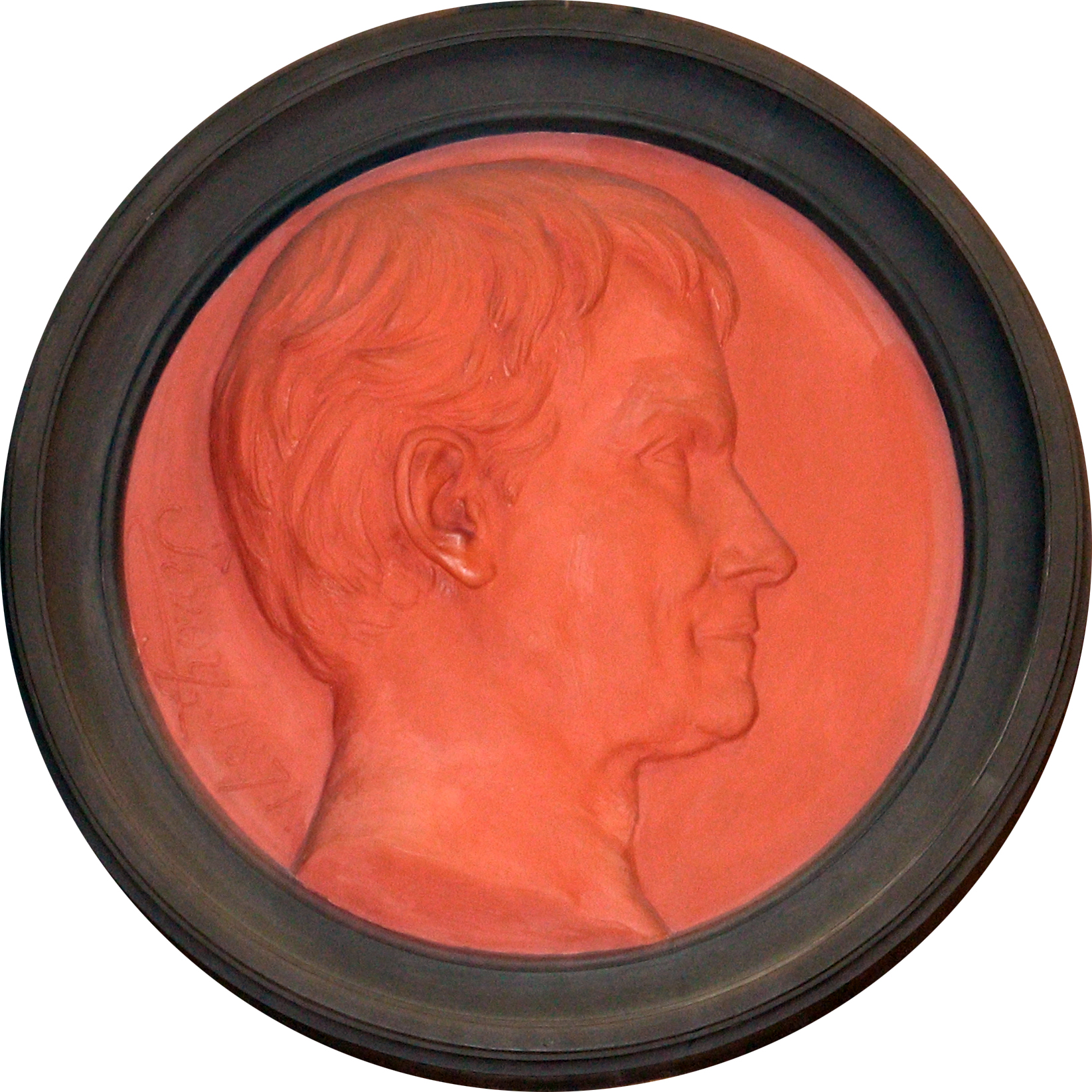
Henri-Marie Ducrotay de Blainville (1871)
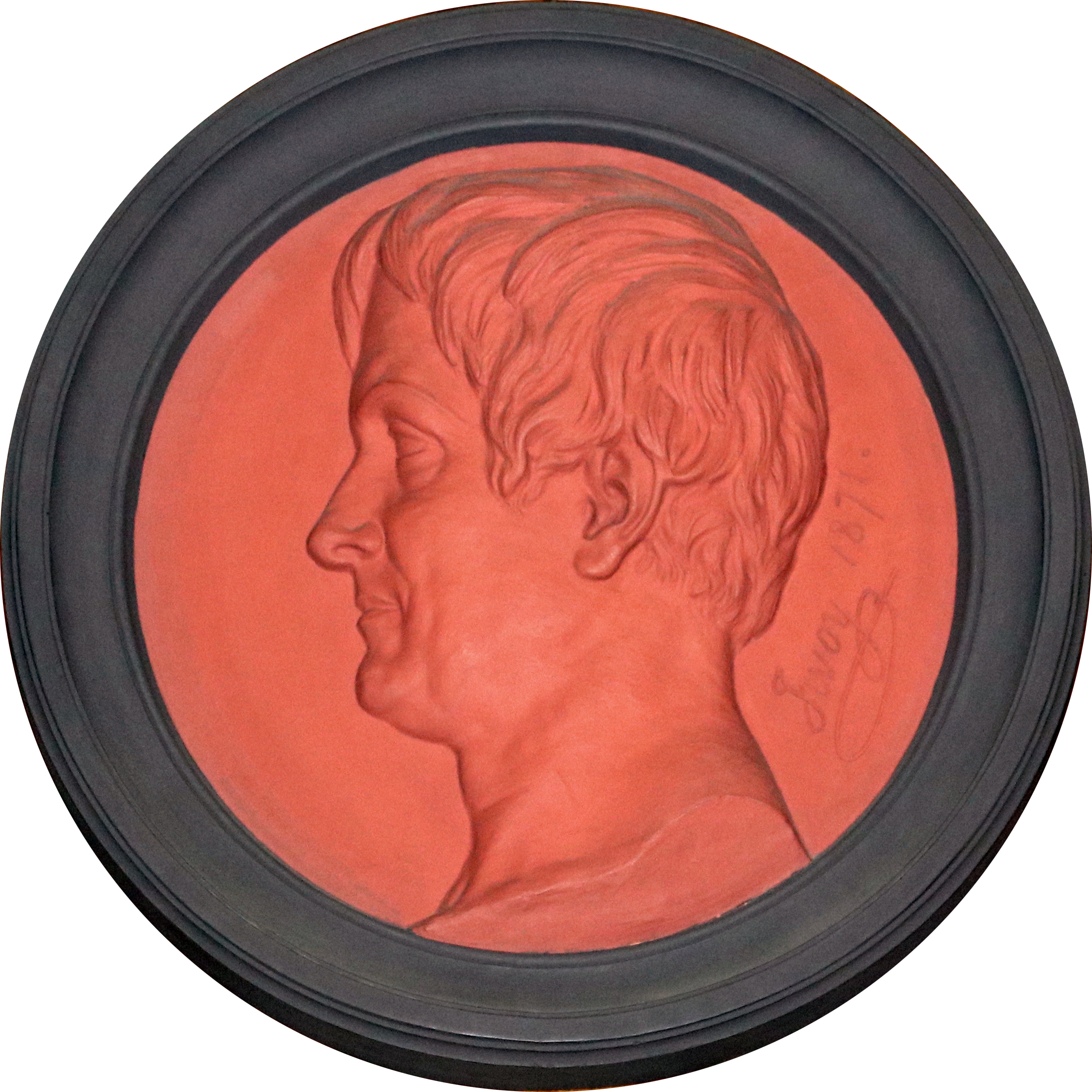
Dominique Villars (1871)
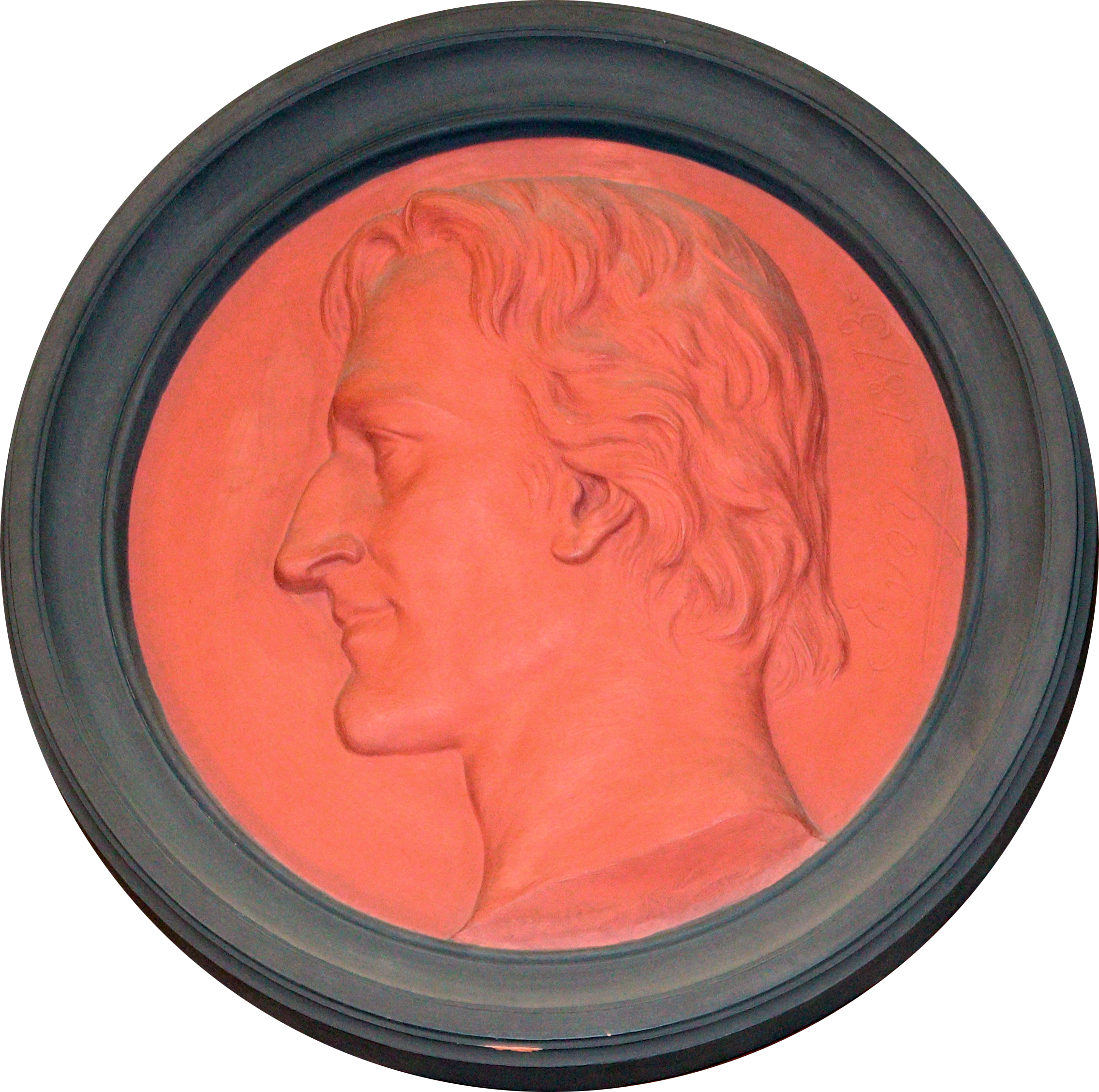
Déodat Gratet de Dolomieu (1873)
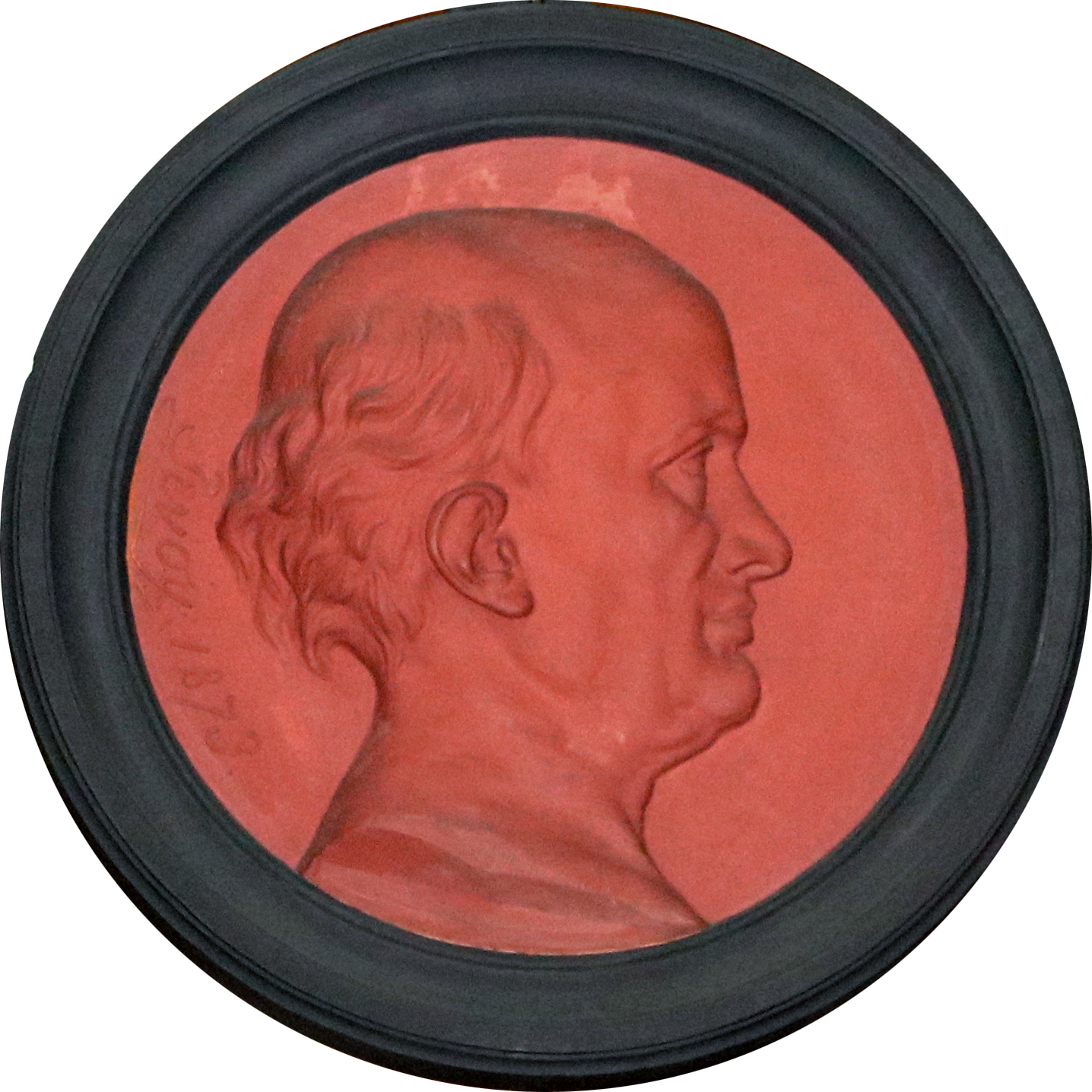
Étienne Geoffroy Saint-Hilaire (1873)
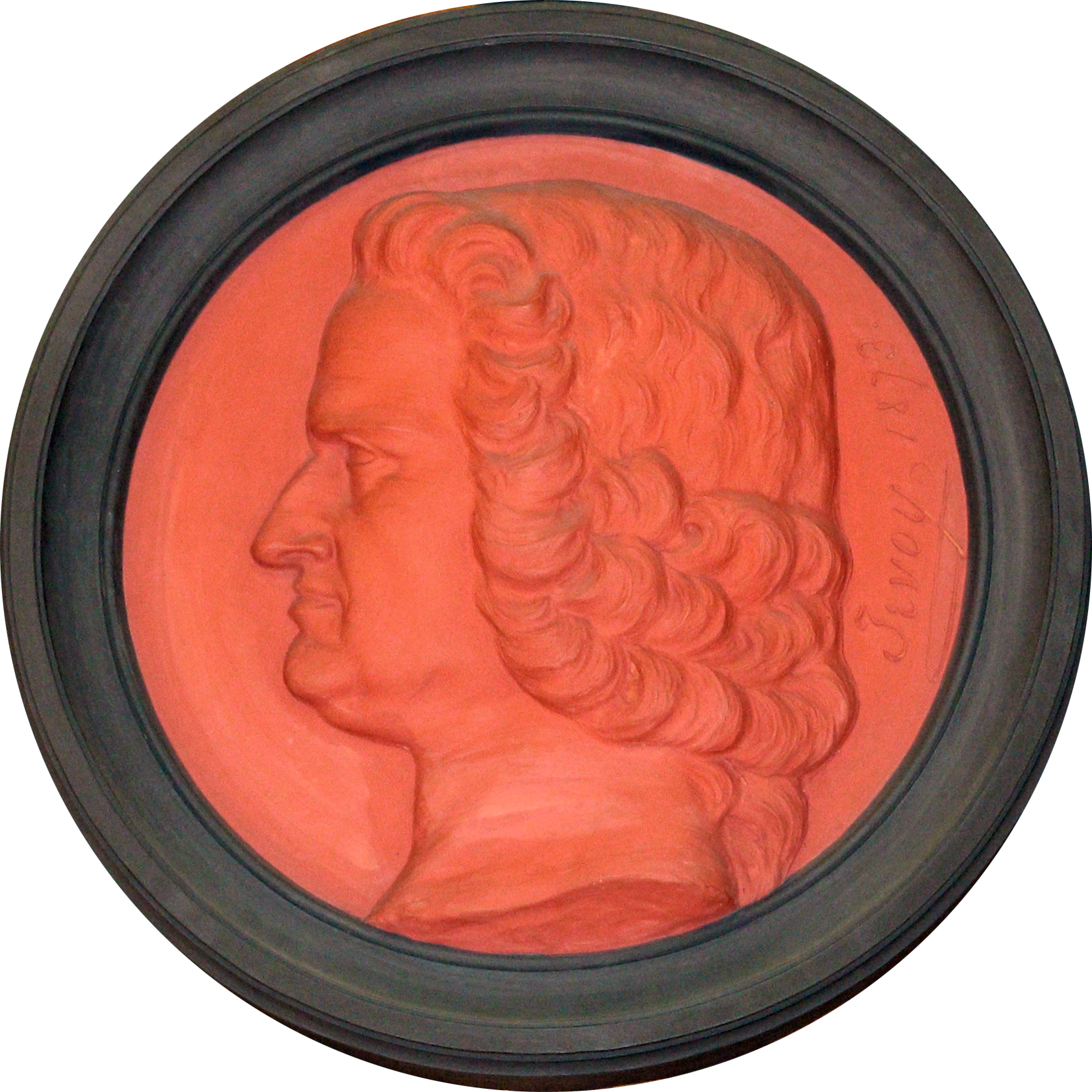
Bernard de Jussieu (1873)
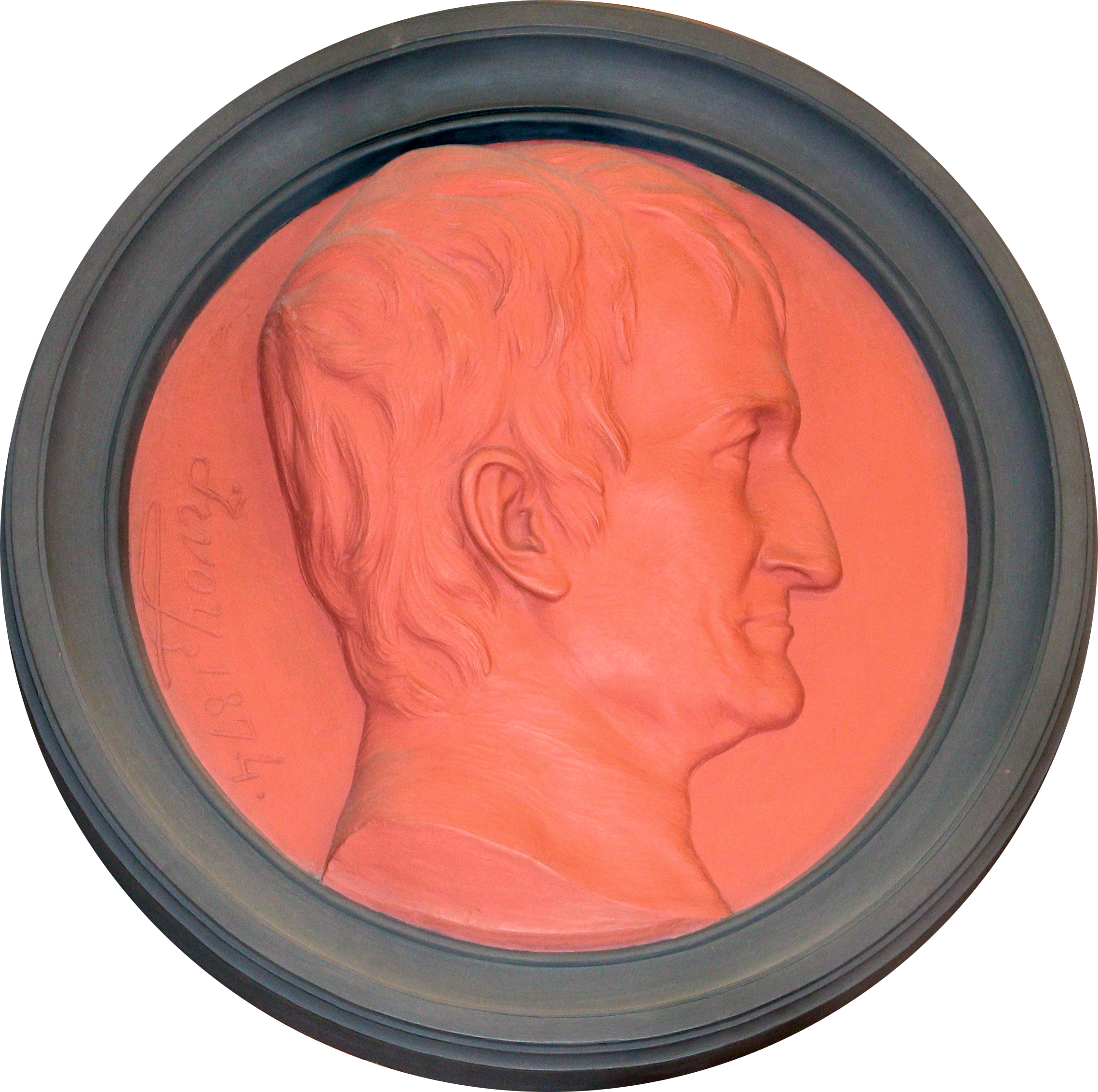
Adolphe Brongniart (1874)

## Élèves
- Pierre Rambaud (1852-1893), de 1872 à 1877.